# Lollapalooza Chile 2023
Lollapalooza Chile 2023 fue la décima primera edición del festival musical en dicho país, el cual se llevó cabo en el Parque Bicentenario de Cerrillos los días 17, 18 y 19 de marzo. Como novedad en la transmisión es la primera vez que este evento fue transmitido por el canal oficial de YouTube.

## Lineup
El 26 de octubre de 2022 se lanzó el lineup 2023 del decimoprimer aniversario de Lollapalooza. Algunas bandas destacadas de esta edición eran Billie Eilish, Lil Nas X, Drake, Rosalía, Blink-182, Tame Impala, Armin Van Buuren, Jane's Addiction, The 1975, Tove Lo, Cigarettes After Sex, Jamie xx, Lit Killah, entre otros.

### Lineup diario
El 2 de marzo se lanzó el lineup actualizado y los horarios de las tres jornadas, que tiene como principales atracciones a Billie Eilish, Lil Nas X, Drake, Rosalía, Twenty One Pilots y Tame Impala. Mencionar que días antes la banda de pop punk Blink-182 se bajaría del evento, esto debido a una lesión de su baterista, Travis Barker. En su reemplazo la organización confirmó a Twenty One Pilots, dúo que tocará por tercera vez en este evento y que se suma a la jornada del domingo.
| Viernes 17 de marzo    | Viernes 17 de marzo  | Viernes 17 de marzo | Viernes 17 de marzo               | Viernes 17 de marzo | Viernes 17 de marzo |
| Costanera Center Stage | Banco de Chile Stage | Axe Stage           | Perry's Stage by Costanera Center | Kidzapalooza Stage  | Aldea Verde Stage   |
| ---------------------- | -------------------- | ------------------- | --------------------------------- | ------------------- | ------------------- |
| Billie Eilish          | Lil Nas X            | Rise Against        | Claptone                          | Mi Perro Chocolo    | Vicente Cifuentes   |
| Kali Uchis             | Conan Gray           | Polo & Pan          | Gorgon City                       | Tikitiklip          | Angelo Pierattini   |
| Mother Mother          | Mora                 | Modest Mouse        | Tokischa                          | El Barco Volador    | Francisco El Hombre |
| Usted Señalemelo       | Conociendo Rusia     | Hot Milk            | Ryan Castro                       | Hola Flinko         | Tom D. Rocka        |
| Pailita                | Elsa y Elmar         | FrioLento           | Nora En Pure                      |                     | El Cruce            |
| Sofía Gabanna          |                      | Chini.png           | Rojuu                             |                     |                     |
|                        |                      |                     | Dillom                            |                     |                     |
|                        |                      |                     | Shirel                            |                     |                     |
|                        |                      |                     | Loyaltty                          |                     |                     |

| Sábado 18 de marzo     | Sábado 18 de marzo   | Sábado 18 de marzo   | Sábado 18 de marzo                | Sábado 18 de marzo | Sábado 18 de marzo |
| Costanera Center Stage | Banco de Chile Stage | Axe Stage            | Perry's Stage by Costanera Center | Kidzapalooza Stage | Aldea Verde Stage  |
| ---------------------- | -------------------- | -------------------- | --------------------------------- | ------------------ | ------------------ |
| Drake                  | Rosalía              | Cigarettes After Sex | Armin van Buuren                  | Sinergia Kids      | Ases Falsos        |
| Tove Lo                | AURORA               | The Rose             | Alison Wonderland                 | Nano Stern         | Benjamín Walker    |
| Pettinellis            | Danny Ocean          | Suki Waterhouse      | John Summit                       | Go, Go Gallo Pipe  | Yael Meyer         |
| Young Cister           | Louta                | Marilina Bertoldi    | Cris MJ                           | School of Rock     | Clemente           |
| El Kuelgue             | Villano Antillano    | Benito Cerati        | Young Miko                        |                    | Código Abierto     |
| Stailok                |                      | Masquemusica         | Madds                             |                    |                    |
|                        |                      |                      | Melanie Ribbe                     |                    |                    |
|                        |                      |                      | Red Bull Batalla                  |                    |                    |
|                        |                      |                      | Baus                              |                    |                    |

| Domingo 19 de marzo    | Domingo 19 de marzo  | Domingo 19 de marzo | Domingo 19 de marzo               | Domingo 19 de marzo | Domingo 19 de marzo |
| Costanera Center Stage | Banco de Chile Stage | Axe Stage           | Perry's Stage by Costanera Center | Kidzapalooza Stage  | Aldea Verde Stage   |
| ---------------------- | -------------------- | ------------------- | --------------------------------- | ------------------- | ------------------- |
| Twenty One Pilots      | Tame Impala          | Melanie Martinez    | Jamie xx                          | Mi Perro Chocolo    | Alain Johannes Trío |
| The 1975               | Jane's Addiction     | Lit Killah          | Purple Disco Machine              | Tikitiklip          | Gufi                |
| Wallows                | Yungblud             | Sofi Tukker         | Fred Again.                       | Caleuchístico       | Malamen             |
| Álex Anwandter         | Ottto                | Pánico              | Álvaro Díaz                       | Lyra                | Alectrofobia        |
| Spiral Vortex          |                      | Nano Stern          | YSY A                             |                     | Samsara             |
|                        |                      | Plumas              | DT.Bilardo                        |                     |                     |
|                        |                      |                     | King Savagge                      |                     |                     |
|                        |                      |                     | Pablito Pesadilla                 |                     |                     |
|                        |                      |                     | RVYO                              |                     |                     |

## Sideshows
| Artista              | Ubicación                    | Fecha       |
| -------------------- | ---------------------------- | ----------- |
| Pánico               | Trotamundos Terraza          | 9 de marzo  |
| Rise Against         | Teatro Coliseo               | 16 de marzo |
| Alain Johannes Trío  | Trotamundos Terraza          | 16 de marzo |
| Cigarettes After Sex | Teatro Coliseo               | 20 de marzo |
| Tove Lo              | Teatro Teletón               | 20 de marzo |
| Melanie Martinez     | Teatro Teletón               | 21 de marzo |
| Wallows              | Centro Cultural Matucana 100 | 21 de marzo |
| Jane's Addiction     | Teatro Caupolicán            | 21 de marzo |
| Pánico               | Teatro Coliseo               | 23 de marzo |